# Šoba (priimek)
Šoba je priimek več znanih Slovencev:
- Katja Šoba, političarka
- Sebastjan Šoba, igralec
- Štefan Šoba, pravnik/ekonomist